# 计成
计成（1582年—1642年），字无否，号否道人，苏州吴江同里人，明代造园家。生于明万历十年，卒于明崇祯十五年。著有《园冶》三卷，是目前所知世界上最早的造园专书。史载计成所造园林，包括吴玄的“五亩园”、汪士衡的“寤园”以及郑元勋的“影园”。

## 生平
计成在少年时以绘画闻名，阮大鋮说计成为人最質扑耿直，所作詩畫恰如其人。计成最推崇的画家是五代的荊浩、关仝，最爱他们山水画的意境。计成喜欢遊歷，曾遊河北，湖北、湖南等地，搜羅奇山異水。
计成在中年时返回南直隶，定居在山水秀丽的镇江。这時期计成开始涉足造園，不久已聞名遐邇。
计成所造最早的园林园林，是在常州为湖广布政使吳玄（又予）所建的“五亩园”（东第园），他擁有元代溫國罕達的故園，佔地十五畝，撥出五畝邀請计成設計建造。
其后不久，计成又为徽州休宁上水南籍盐商汪士衡在扬州府仪真县建造寤园。
崇祯四年（1631年）计成着手著《园牧》。
崇禎七年（1634年），计成為徽州歙县盐商家族出身的進士郑元勋在扬州南门护城河畔建造影园。
崇祯八年（1635年）计成完成《园牧》三卷，后採納友人建議改书名为《園冶》表示創造之意；鄭元勛為此書作《題詞》。
崇祯九年(1636年），计成为阮大铖在南京城南门西库司坊（今饮马巷一带）设计、督建了石巢园，“治亭台园圃，蓄声仗以自娱”，“春深草树展清荫，城曲居然轶远岭”、“吾庐无长物，饮啄向松风”。

## 纪念
- 计成故居位於同里会川桥。

- 明成楼为同济大学建筑与城市规划学院教学楼之一。明成楼的“成”，即取自计成，以铭记其对中国园林文献的开创性贡献。

- 计成纪念馆在吴江市垂虹公园内，附近有垂虹桥遗址和华严塔。